# Louis B. Boudin
Louis B. Boudin (15 de diciembre de 1874 - 29 de mayo de 1952) fue un teórico, escritor, político y abogado marxista estadounidense nacido en Ucrania. Se le recuerda mejor como autor de una historia en dos volúmenes sobre la influencia de la Corte Suprema de los Estados Unidos en el gobierno estadounidense, publicada por primera vez en 1932.

## Primeros años de vida
Nació como Louis Boudianoff (Leib Budiansky) en Korsun-Shevchenkivskyi, Óblast de Cherkasy, Ucrania, entonces bajo el gobierno de la Rusia imperial, el 15 de febrero de 1874 en el sedo de una familia judía de clase media, hijo de un fabricante de camisas.
La familia emigró a Estados Unidos en junio de 1891 y se estableció en la ciudad de Nueva York. Louis trabajó en la industria de la confección como camisero y como tutor privado. Al mismo tiempo, Boudin inició estudios jurídicos, obtuvo una maestría en la Universidad de Nueva York y fue admitido en la Asociación de Abogados del Estado de Nueva York en 1898.

## Carrera política
Al principio, Boudin fue miembro del Partido Socialista Laborista de América. También fue miembro de la Junta Ejecutiva Nacional de gobierno de la filial sindical del partido, la Alianza Socialista de Comercio y Trabajo de 1898 a 1899. Boudin abandonó el Partido Laborista Socialista durante la lucha partidista de 1899, uniéndose a la facción disidente encabezada por Morris Hillquit y Henry Slobodin. Esta organización disidente acabó convirtiéndose en uno de los principales pilares del nuevo Partido Socialista de América, establecido en el verano de 1901.
Boudin fue elegido delegado del Partido Socialista de América en el Congreso Socialista Internacional de Stuttgart en 1907 y en el Congreso de la Segunda Internacional de Copenhague de 1910.
Boudin fue frecuentemente candidato a cargos públicos en la lista del Partido Socialista. Se postuló para juez del Tribunal de Apelaciones de Nueva York en 1910, 1914 y 1917, y para juez principal en 1916. También se postuló para juez de la Corte Suprema de Nueva York (segundo distrito) en 1910, 1912 y 1919.

## Carrera académica

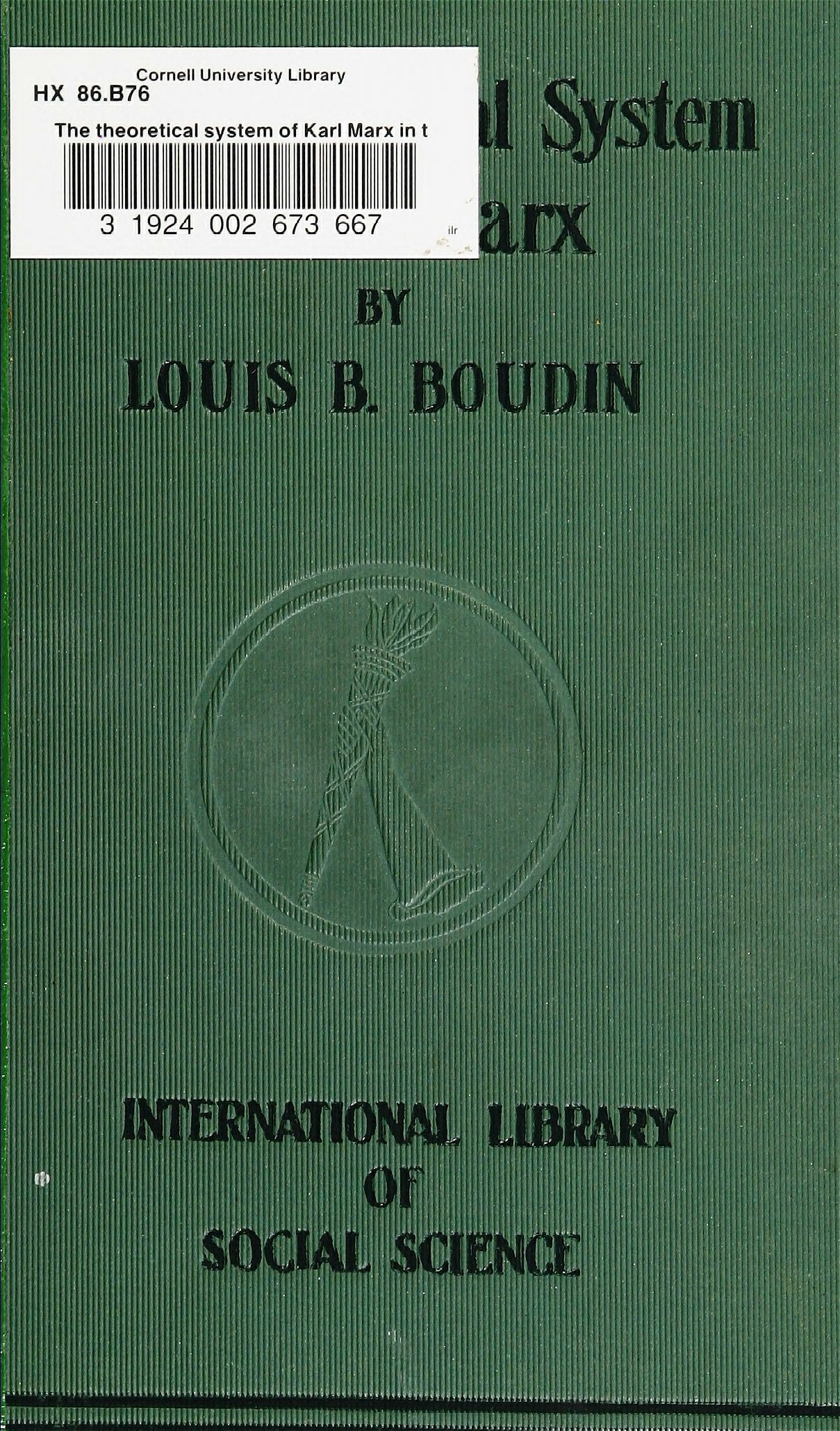
The Theoretical System of Karl Marx (1907)

Boudin escribió sus primeros artículos políticos sobre la estética y la concepción materialista de la historia (materialismo histórico). Desde mayo de 1905 hasta octubre de 1906, Boudin escribió una serie de artículos exponiendo el marxismo que se publicaron en la revista de Chicago The International Socialist Review. Estos artículos fueron recopilados en forma de libro como El sistema teórico de Karl Marx a la luz de la crítica reciente en febrero de 1907. El título fue publicado por la editorial radical líder de la época, Charles H. Kerr & Co., y se mantuvo impreso continuamente durante las siguientes dos décadas a través de varias reediciones. El libro, una defensa de principios marxistas ortodoxos como la teoría del valor trabajo y el materialismo histórico contra sus críticos de la época, estableció el lugar de Boudin como una de las principales autoridades estadounidenses en marxismo entre una generación de jóvenes activistas políticos.
Junto con Ludwig Lore y Louis C. Fraina, Boudin fue editor fundador de The Class Struggle, una revista teórica marxista que se imprimió por primera vez en mayo de 1917. La Lucha de Clases publicó noticias y comentarios sobre acontecimientos socialistas revolucionarios en Europa, incluidas traducciones de obras de algunas de las principales figuras de la izquierda de Zimmerwald, y fue una influencia importante en la formación de la Sección de Izquierda del Partido Socialista en 1919, un grupo que proporcionó el núcleo del Partido Comunista de América y del Partido Laborista Comunista más tarde ese mismo año. Boudin había abandonado el proyecto en este momento, sin embargo, ya que un breve aviso en la edición de septiembre-octubre de 1918 indicaba que había renunciado a su puesto como editor y miembro de la Sociedad de Publicaciones Socialistas debido a "diferencias relativas a la política de la revista".

## Vida posterior
Después de la formación del Partido Comunista Laborista de América y el Partido Comunista de América, Boudin rehuyó la política organizada pero enseñó en la Escuela de Trabajadores patrocinada por el Partido Comunista en Nueva York a finales de la década de 1920 y ocasionalmente contribuyó con artículos a la revista artística del PC, New Masses, en la segunda mitad de los años 1930.
Boudin repudió el comunismo en 1940, pero siguió siendo un firme defensor de las libertades civiles de los miembros del Partido Comunista.
A lo largo de las décadas de 1930 y 1940, Boudin fue un colaborador frecuente de reseñas de libros en revistas académicas como Columbia Law Review, The American Journal of Sociology y The Journal of Politics.
Además de trabajar como abogado y ganar varios casos relacionados con los derechos de los trabajadores a organizar sindicatos, Boudin también escribió los dos volúmenes, Gobierno por el poder judicial, retomando un tema que había tratado en un libro anterior más breve. En él, aunque nunca fue muy leído por el movimiento radical de su época, Boudin argumentaba que los derechos democráticos del pueblo habían sido usurpados por el poder judicial del gobierno. Si bien no influyó entre los activistas políticos de la época, el libro de Boudin se mantuvo en uso entre los estudiantes de derecho durante décadas, según el historiador Paul Buhle.

## Muerte y legado
Boudin murió tras una larga enfermedad, en su apartamento de Manhattan, Nueva York, el 29 de mayo de 1952.
Sus artículos se encuentran en la Universidad de Columbia en la ciudad de Nueva York e incluyen el manuscrito de un libro inédito, Order Out of Chaos, un estudio de las crisis económicas.
La familia de Boudin ha seguido ocupando un lugar destacado en la izquierda política. Su sobrino Leonard Boudin era un abogado de libertades civiles que representaba a clientes como Daniel Ellsberg, Paul Robeson, Julian Bond y William Sloan Coffin . Los hijos de Leonard son Michael Boudin, juez federal; y Kathy Boudin, miembro de la Weather Underground. El hijo de Kathy, Chesa Boudin, fue fiscal de distrito de la ciudad de San Francisco hasta que una destitución de los votantes lo destituyó de su cargo en junio de 2022.

## Obras

### Libros
- The Theoretical System of Karl Marx in the Light of Recent Criticism. Chicago: Charles H. Kerr & Co., 1907.
- Government by Judiciary. Boston: Ginn & Company, 1911.
- Socialism and War, New York: New Review Publishing Co., 1916.
- Government by Judiciary. In two volumes. New York: William Godwin, 1932.
- Congressional and Agency Investigations: Their Uses and Abuses. n.c.: Virginia Law Review Association, 1949.

### Artículos
- "Stare Decisis, State Constitutions, and Impairing the Obligation of Contracts by Judicial Decisions." New York University Law Quarterly Review, vol. 11, nos. 1–2 (September–December 1933).
- "Has the Writ of Habeas Corpus Been Abolished in New York?" Columbia Law Review, vol. 35, no. 6 (June 1935), pp. 850–872. In JSTOR
- "The Supreme Court and Civil Rights," Science & Society, vol. 1, no. 3 (Spring 1937), pp. 273–309. In JSTOR
- "The Sherman Act and Labor Disputes: Part I," Columbia Law Review, vol. 39, no. 8 (Dec. 1939), pp. 1283–1337. In JSTOR
- "The Sherman Act and Labor Disputes: Part II," Columbia Law Review, vol. 40, no. 1 (Jan. 1940), pp. 14–51. In JSTOR
- "State Poll Taxes and the Federal Constitution," Virginia Law Review, vol. 28, no. 1 (Nov. 1941), pp. 1–25. In JSTOR
- "Wanted: An Integrated System of Labor Law," Journal of Politics, vol. 4, no. 1 (Feb. 1942), pp. 20–46. In JSTOR
- "Organized Labor and the Clayton Act: Part I," Virginia Law Review, vol. 29, no. 3 (Dec. 1942), pp. 272–315. In JSTOR
- "Organized Labor and the Clayton Act: Part II," Virginia Law Review, vol. 29, no. 4 (Jan. 1943), pp. 395–439. In JSTOR
- "Congressional and Agency Investigations: Their Uses and Abuses," Virginia Law Review, vol. 35, no. 2 (Feb. 1949), pp. 143–213. In JSTOR
- "'Seditious Doctrines' and the 'Clear and Present Danger' Rule: Part I," Virginia Law Review, vol. 38, no. 2 (Feb. 1952), pp. 143–186. In JSTOR
- "'Seditious Doctrines' and the 'Clear and Present Danger' Rule: Part II," Virginia Law Review, vol. 38, no. 3 (April 1952), pp. 315–356. In JSTOR